# Иустин (Полянский)
Епи́скоп Иусти́н (в миру Михаи́л Евгра́фович Поля́нский; 15 (27) мая 1830, Богатырёво, Землянский уезд, Воронежская губерния — 26 сентября (9 октября) 1903, Бизюков Пропасной монастырь, Херсонская епархия) — епископ Русской православной церкви; с 14 октября 1896 Уфимский и Мензелинский, духовный поэт.
Канонизирован в лике святителей. Память в Соборах Воронежских и Крымских святых.

## Биография
Родился 15 (27) мая 1830 в семье дьякона церкви села Богатырёво Землянского уезда Воронежской губернии (ныне Горшечненский район Курской области).
В 1853 году окончил Воронежскую духовную семинарию. По окончании семинарии, как лучший воспитанник, был назначен в Киевскую духовную академию, но, по желанию родителей, решил стать приходским священником. В том же году женился на сироте, дочери священника. 25 сентября 1854 года был рукоположён в сан диакона, а 26 сентября — в сан священника к селу Касторное Землянского уезда.
В период его служения в селе Касторном был возведён трёхпрестольный храм с трапезной и колокольней.
В 1864 году овдовел и в том же году был пострижен в монашество своим наставником, воронежским архиепископом Иосифом, который дал ему монашеское имя в честь Иустина Философа, а не Митрофана Воронежского, как хотел Михаил Полянский. Таким образом, владыка Иосиф считал своего ученика будущим христианским мыслителем, а не прочил ему монастырскую жизнь.
В 1864—1865 — народный духовник и проповедник в монастыре, преподаватель Воронежского духовного училища.
В 1865 году поступил в Киевскую духовную академию, которую окончил в 1869 году.
В 1869—1870 — преподаватель Харьковской духовной семинарии.
В 1870—1875 — инспектор Литовской духовной семинарии.
В 1870 году удостоен степени магистра богословия за свою диссертацию «Нравственное учение св. отца нашего Исаака Сирина» и назначен инспектором Литовской духовной семинарии.
15 апреля 1872 года возведён в сан архимандрита.
С 26 декабря 1875 по 22 декабря 1884 года — ректор Костромской духовной семинарии, одновременно был преподавателем по догматическому богословию.
С 27 января 1885 года — епископ Михайловский, викарий Рязанской епархии.
С 10 августа 1885 года — епископ Новомиргородский, викарий Херсонской епархии.
С 16 декабря 1889 года — епископ Тобольский и Сибирский.
Во время служения в Тобольской епархии занимался миссионерской деятельностью, внёс значительный вклад в работу Обдорской и других северных епархиальных миссий.
17 июля 1893 года был уволен на покой, назначен управляющим Раненбургской Петропавловской пустынью Рязанской епархии.
С 10 декабря 1894 года — епископ Рязанский и Зарайский.
С 14 октября 1896 года — епископ Уфимский и Мензелинский.
14 июля 1900 года уволен на покой, был вновь назначен управляющим Раненбургской пустынью.
В июле 1903 года перемещён в Григорьево-Бизюковский монастырь Херсонской епархии, где жил в глубоком затворе в одной из монастырских башен. Там и скончался, и был похоронен.
Автор догматических, исторических, нравоучительных и гомилетических сочинений, его труды были изданы в 12 больших томах. Митрополит Мануил (Лемешевский) так характеризовал владыку Иустина:

Благотворитель и учёный, плодовитый духовный писатель — оставивший большое литературное наследство. Обладал замечательным даром слова. Ещё будучи педагогом Костромской духовной семинарии, где преподавал догматику, своими воодушевлёнными лекциями будил сердца слушателей, просвещая не только ум, но и сердце. Яркий проповедник и благоговейнейший епископ — аскет и затворник. Был очень скромным и многие свои произведения печатал под инициалами «А. И.» или «Е. И.» (архимандрит или епископ).

## Память
В 1988 году был прославлен как местночтимый святой в лике святителей в Соборе Крымских святых.
10 февраля 2006 году на историческом здании Воронежской духовной семинарии была открыта мемориальная доска, посвящённая наиболее известным её воспитанникам. На ней увековечено и имя владыки Иустина.

## Труды
- Православно-христианское вероучение или Догматическое богословие. Херсон, 1886—1887, части I—II. 2-е издание — СПБ, 1902.
- Нравственное учение святого отца нашего Исаака Сирина. СПБ, 1874. 2-е издание — 1902.
- Полное собрание сочинений. 12 томов. Т. 1-10; М., 1895, Т. 10-12, Рязань, 1896—1897.
- О молитве или призывании Бога — учение святого Тихона Задонского. М., 1895.
- Палестинские вечера в Рязани. Рязань, 1896.
- Жизнь во Христе. М., 1899.
- Поучения в честь и славу Пресвятой Богородицы. М., 1900.
- Что такое жизнь и как должно жить. СПБ, 1901.
- Ручная книжка православного христианина, содержащая в себе Божественные слова и речи Господа нашего Иисуса Христа. 2-е издание. СПБ, 1902.
- Преподобный и богоносный отец наш Нил, подвижник Сорский и устав его о скитской жизни. М. 1902.
- Нерукотворный образ Всемилостивого Спаса. М., 1904.
- Краткие поучения о посте и молитве. М., 1906.
- Келейное правило. 1910.
- На высоте истинной и чистой христианской нравственности. М., 1911.